# Museu Arqueològic i Històric del Castell de Santo Antón de la Corunya
El Museu Arqueològic i Històric del Castell de Santo Antón (en gallec: Museo Arqueolóxico e Histórico do Castelo de Santo Antón) és al castell del mateix nom, al passeig marítim de la Corunya (Galícia). L'inauguraren a l'octubre de 1968.